# Халласан
Халласан (кор. 한라산) — потухший вулкан на острове Чеджудо, Южная Корея, самая высокая горная вершина в стране. Местность вокруг гор объявлена национальным парком.

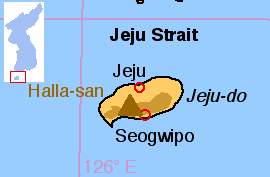
Халласан на карте

## Описание
Гора расположена в центре острова и часто остров полностью отождествляется с ней. Местная поговорка гласит: «Чеджудо — это Халласан, Халласан — это Чеджудо». Гора видна из любой точки острова, хотя её вершина часто затянута облаками. Халласан внесён в список памятников природы Южной Кореи под номером 182.
Последнее извержение Халласана зафиксировано в летописях под 1007 годом.
На горе расположен старейший буддистский храм на острове, Кванымса, построенный во времена Корё, позже разрушенный и затем восстановленный в XX веке. Недалеко от него расположен мемориал жертвам антиправительственного восстания на Чеджудо 1948—1950 годов.
В потухшем кратере располагается озеро Пэнноктам. После летнего сезона дождей длина окружности озера достигает двух километров, а глубина — 100 метров.

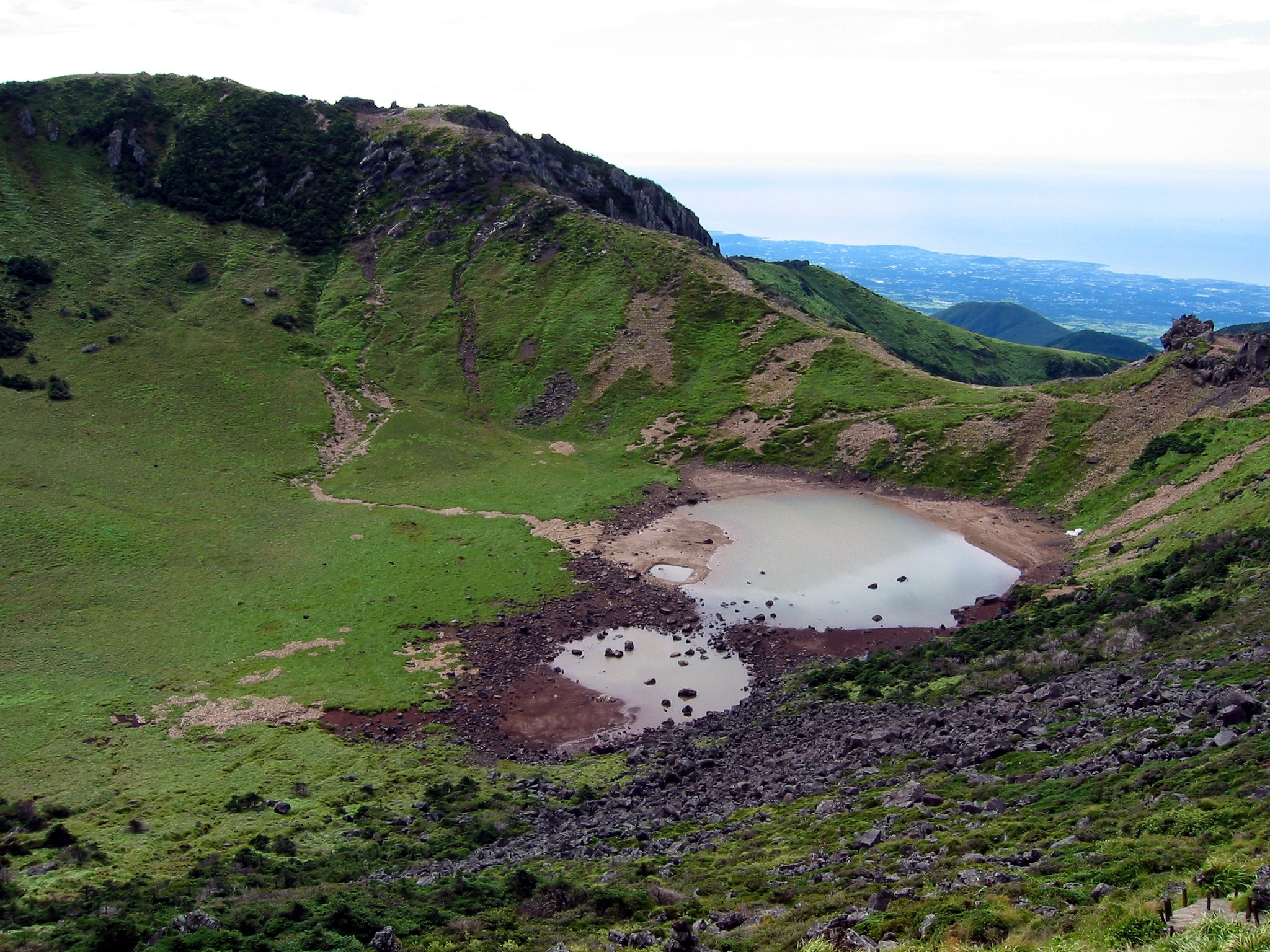
Озеро Пэнноктам на вершине Халласана

## Маршруты восхождения
Основные туристические маршруты, ведущие к вершине горы:
- Маршрут «Кванымса» — 8.3 км
- Маршрут «Оримок» — 7.8 км
- Маршрут «Сонпханак» — 9.6 км
- Маршрут «Йонсиль» — 6.5 км

## Галерея

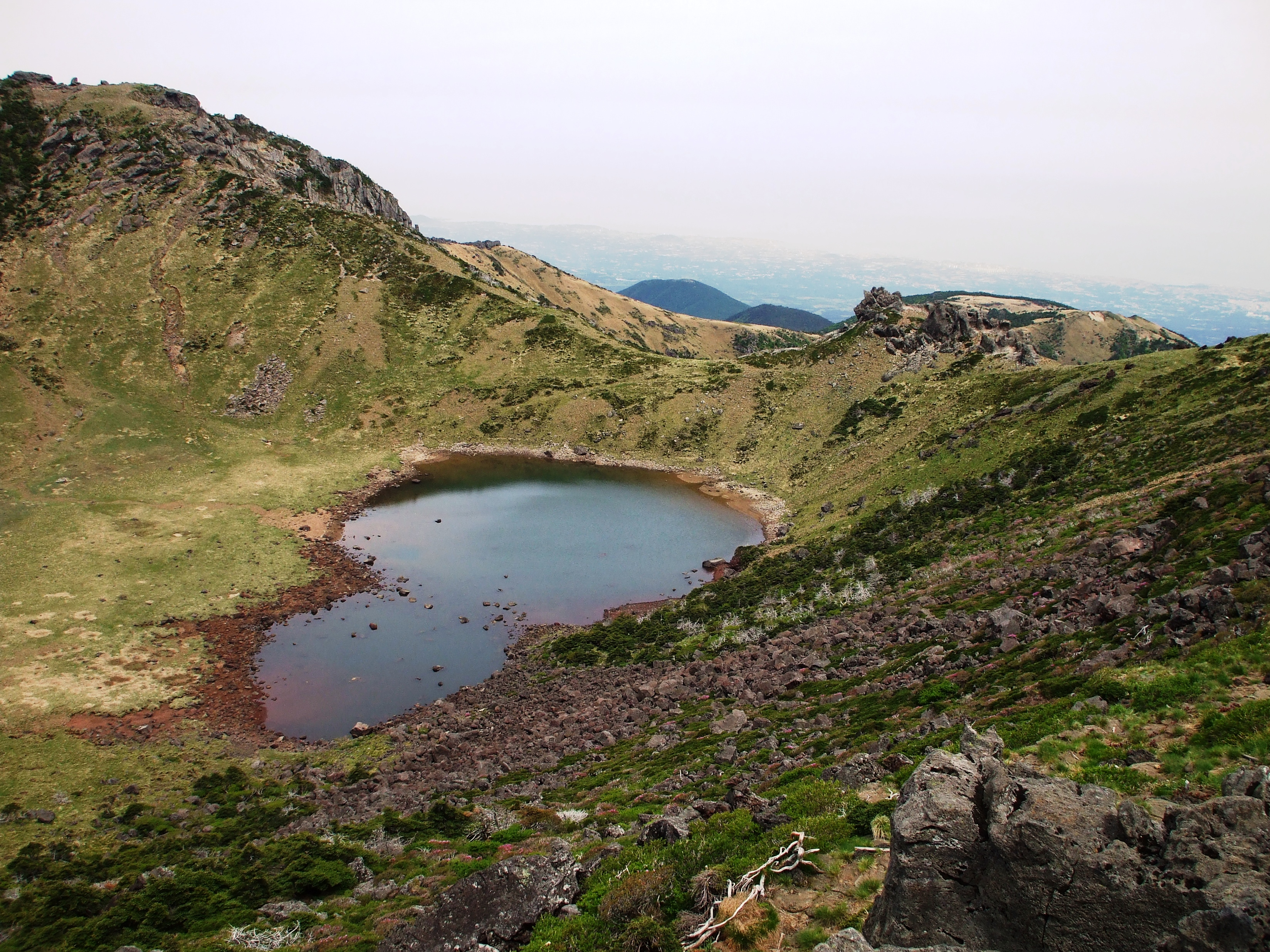
Озеро Пэнноктам (06/2008)
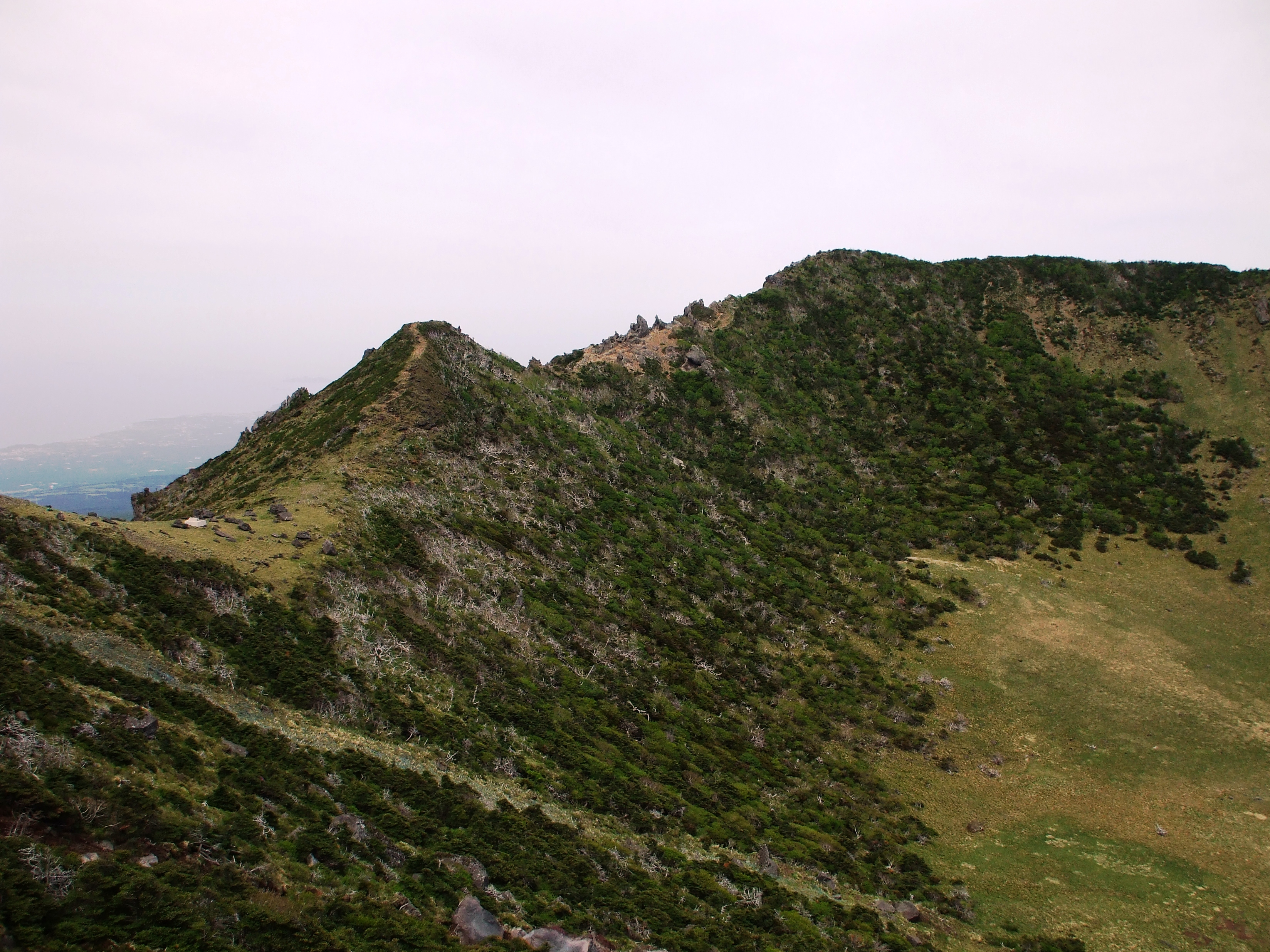
Вид вершины (06/2008)
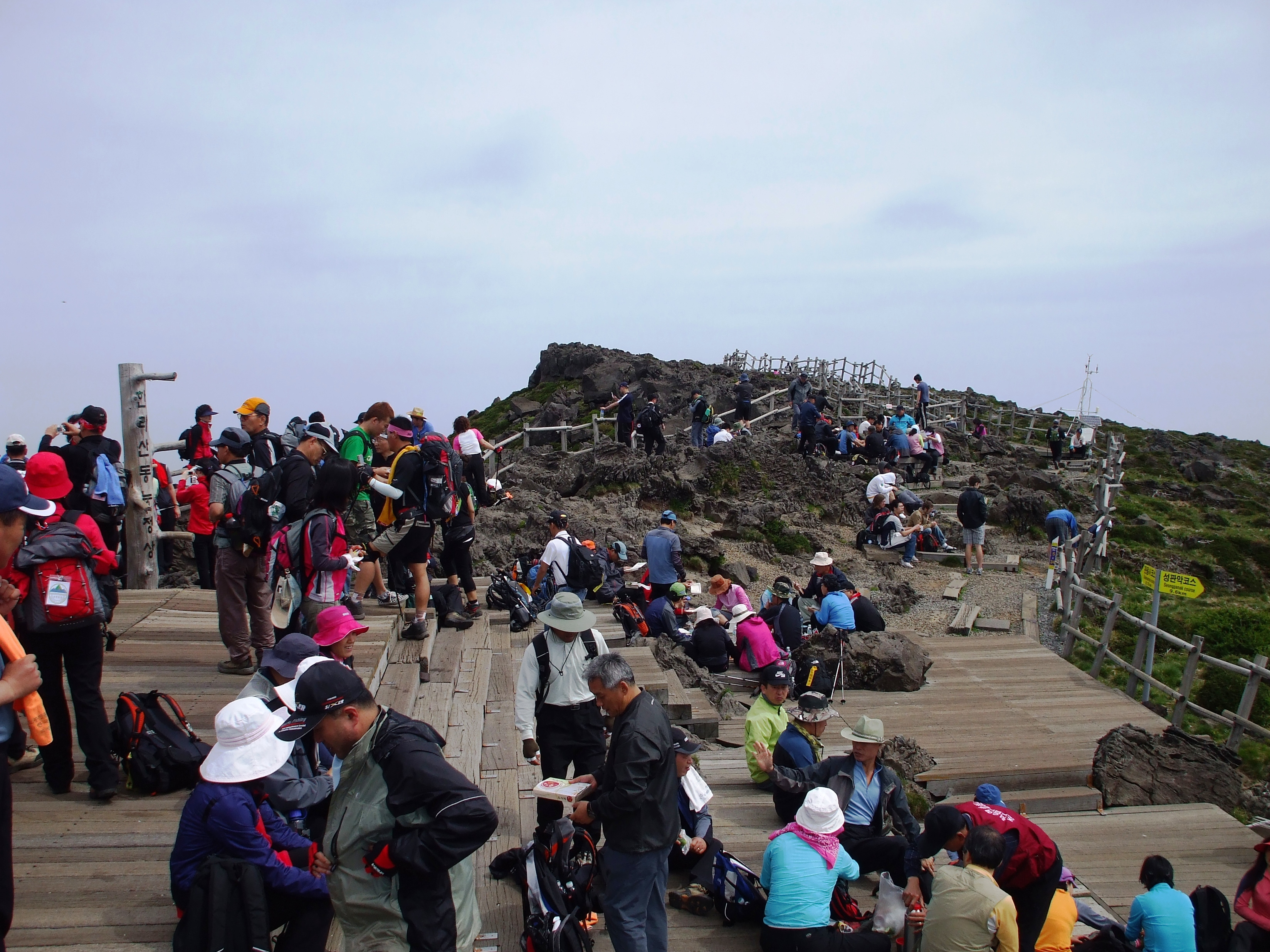
Вид вершины (06/2008)
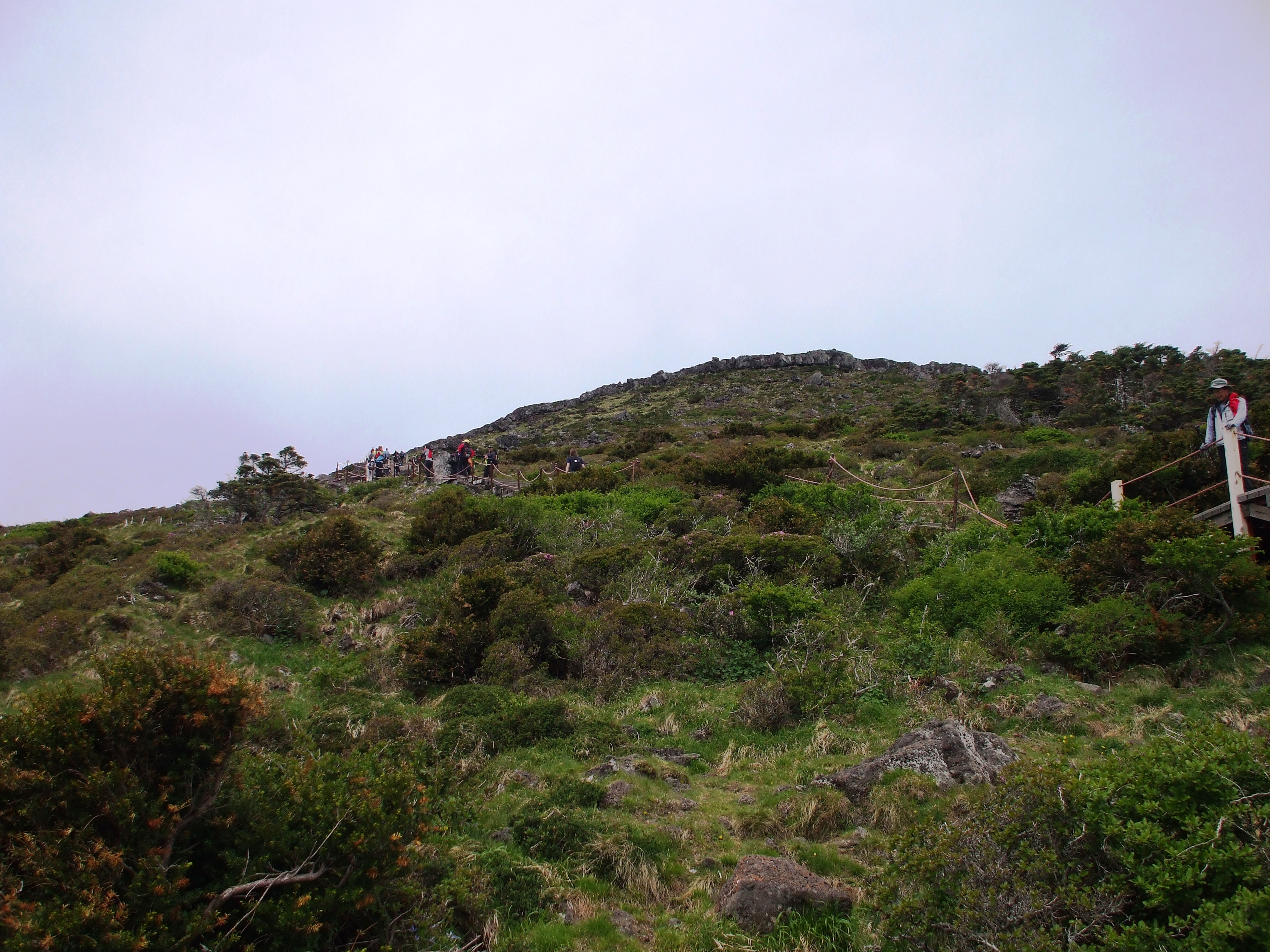
Маршрут Сонпханак — середина пути (02/2008)
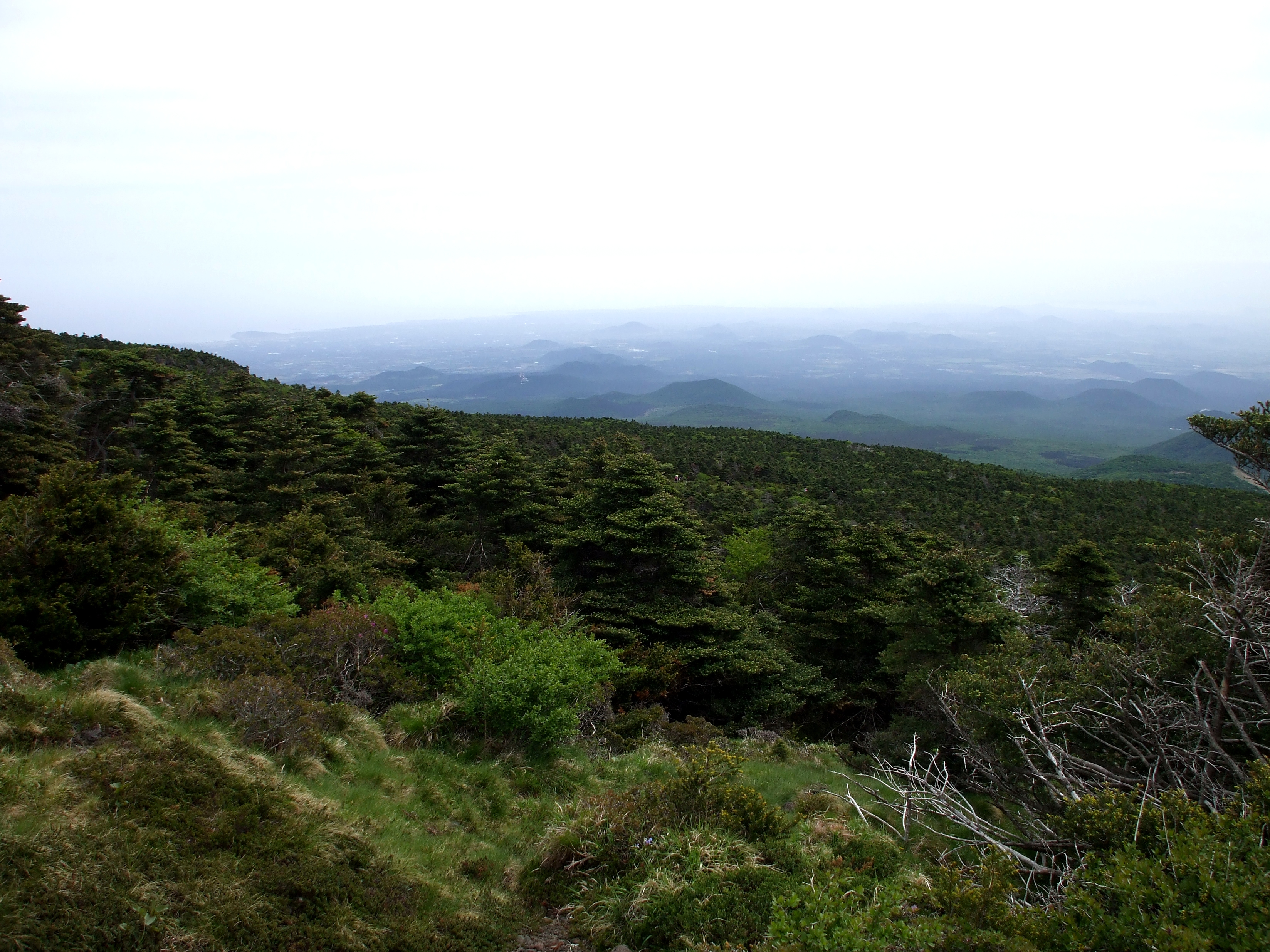
Вид (06/2008)
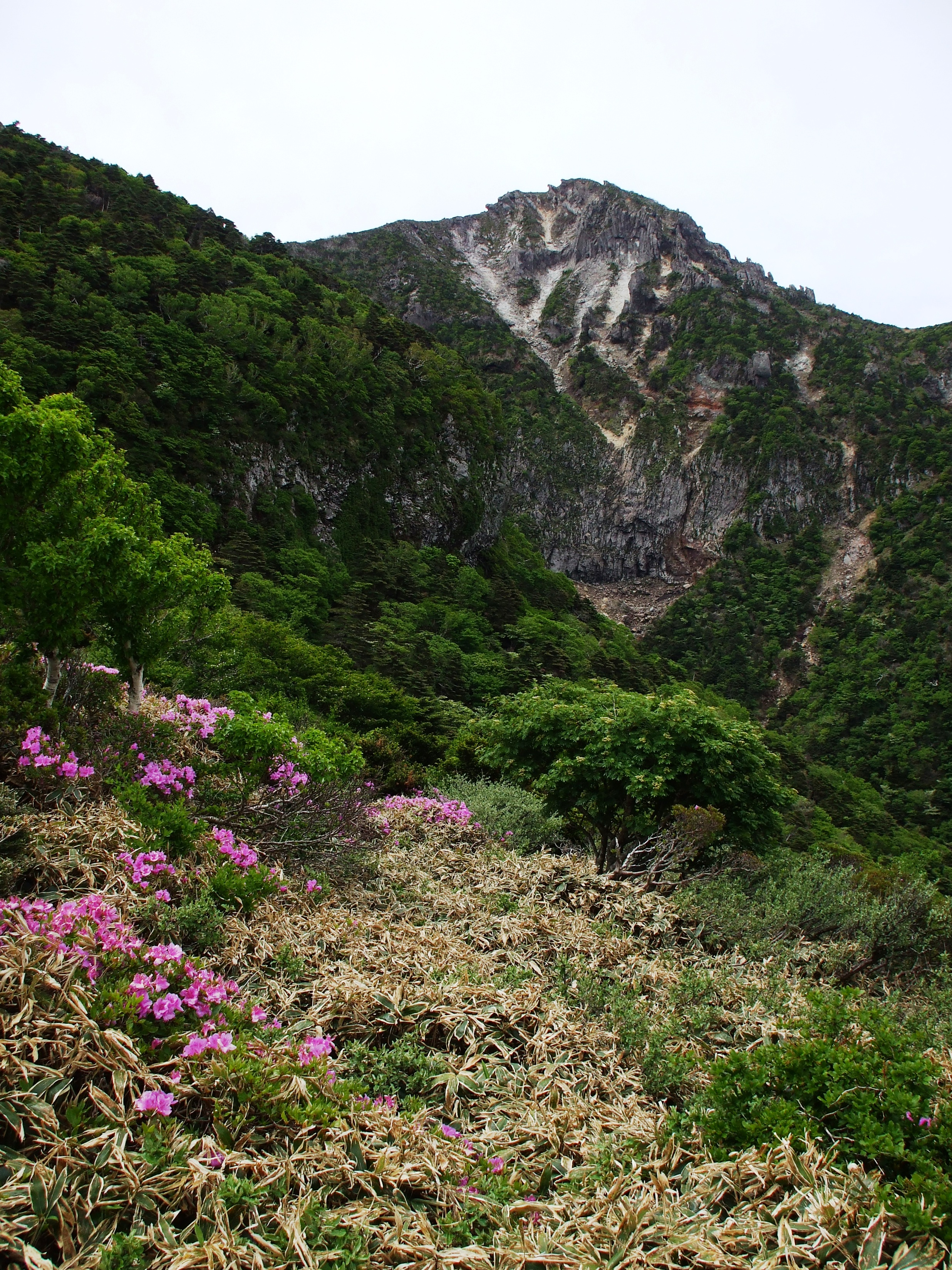
Маршрут Кванымса (1) (06/2008)
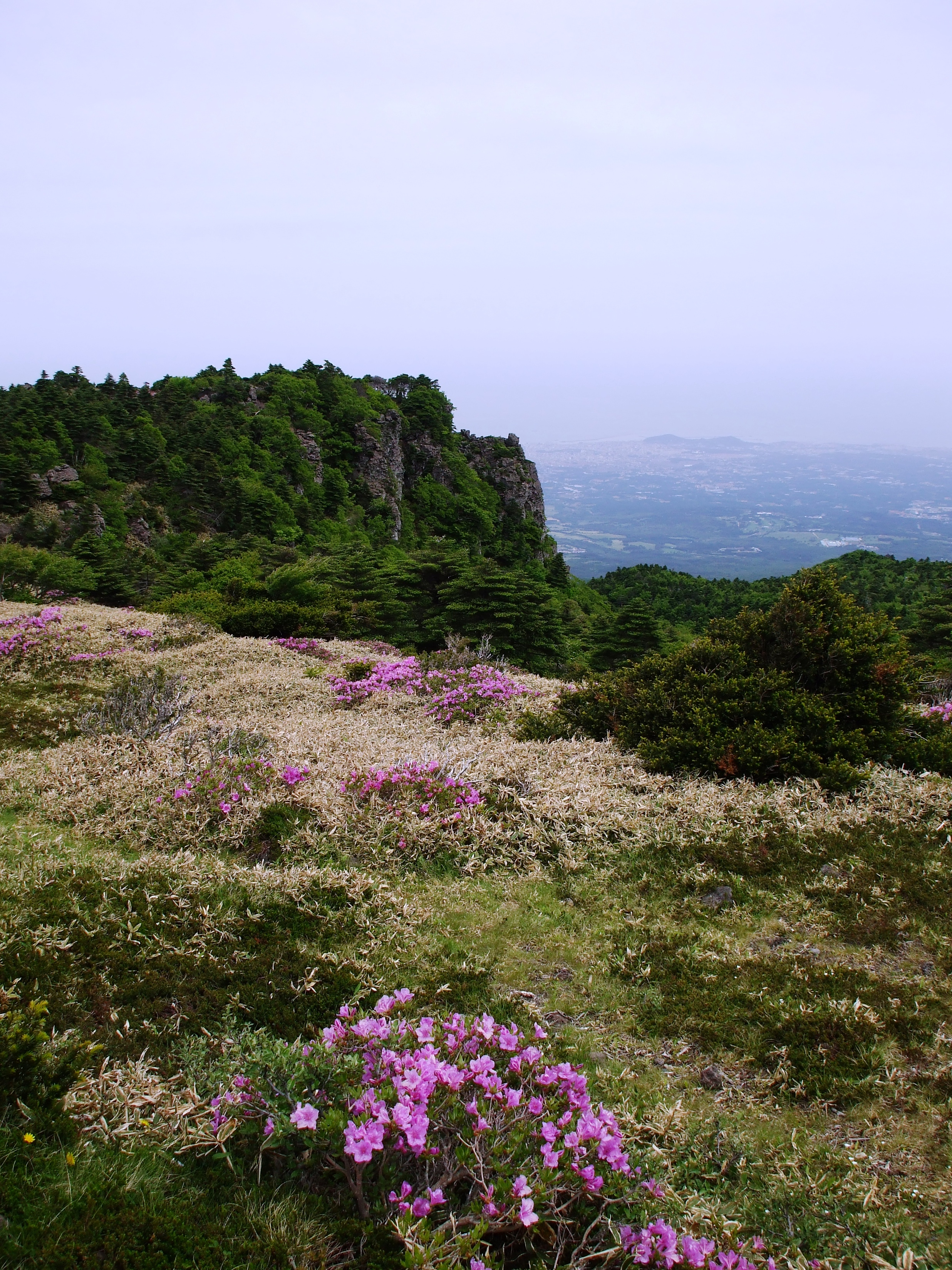
Маршрут Кванымса (2) (06/2008)
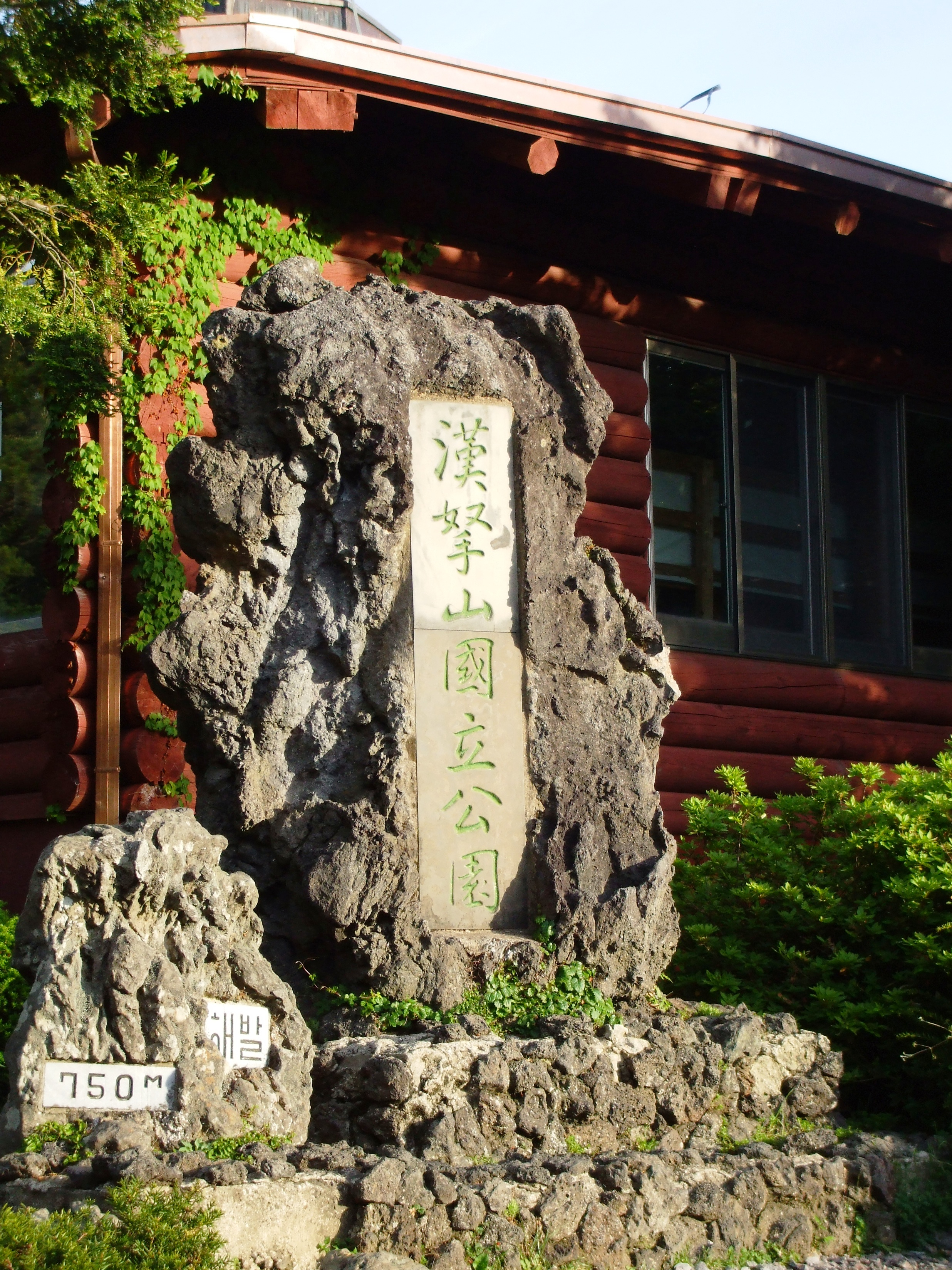
Памятник на маршруте Сонпханак (06/2008)